# 埃策尔斯多夫-罗尔斯多夫
埃策尔斯多夫-罗尔斯多夫是奥地利施蒂利亚州魏茨县的一个市镇。总面积13.44平方公里，总人口1192人，人口密度88.7人/平方公里（2005年）。